# Astatotilapia bloyeti
Astatotilapia bloyeti ist eine afrikanische Buntbarschart, die im unteren Malagarasi und den umgebenden Sümpfen in Tansania vorkommt.

## Merkmale
Die Fische werden maximal 14 cm lang und haben eine typische, bullige Buntbarschgestalt. Die Körperhöhe liegt zwischen 33 und 40 % der Standardlänge, die Kopflänge beträgt 33 bis 39 % der Standardlänge. Ausgewachsene Männchen haben eine graugrüne Grundfarbe, Brust und Bauch sind dunkel silbergrau. Die Körperseiten zeigen mehr oder weniger deutlich ausgeprägt, einige Quer- und Längsbänder. Der Kiemendeckel ist golden, die Branchiostegalmembranen sind zwischen den beiden Unterkieferhälften blaugrau, aber gelb zwischen den Kiemendeckeln. Die Lippen sind leuchtend blau. Die Rückenflosse ist gelb und rot gerandet. Auf dem hinteren hartstrahligen und auf dem weichstrahligen Abschnitt finden sich dunkelrote Flecke, die oft auch miteinander verschmolzen sind. Die Afterflosse ist hellgrau und schimmert leicht rötlich, die Eiflecke sind orangegelb. Der äußere Bereich der Bauchflossen ist rußig, der innere gelb. Der erste Bauchflossenstrahl ist blau. Die obere Hälfte der Schwanzflosse ist transparent mit dunkelroten Punkten, die untere ist gelb. Eine Beschreibung der Färbung der Weibchen liegt nicht vor.
- Flossenformel: Dorsale XIV–XVI/9–11, Anale III/7–10.
- Schuppenformel 29–33 (SL)

## Lebensweise
Astatotilapia bloyeti kommt in Sümpfen und Flüssen vor und hält sich sowohl zwischen Vegetation als auch im offenen Wasser auf. Bei Magen- und Darmuntersuchungen fand man vor allem Detritus, Fischinnereien und Fischschuppen in den Eingeweiden. Eintagsfliegenlarven, Köcherfliegenlarven und Libellenlarven haben nur einen geringen Anteil an der Ernährung der Fische. Wie alle Astatotilapia-Arten ist Astatotilapia bloyeti ein Maulbrüter.

## Systematik
Die Fischart wurde 1883 durch den französischen Ichthyologen Henri-Émile Sauvage unter der Bezeichnung Hemichromis bloyeti erstmals wissenschaftlich beschrieben. 1980 wurde die Art durch den britischen Ichthyologen Peter Humphry Greenwood als Astatotilapia paludinosa ein weiteres Mal beschrieben. 2021 erkannten Turner, Ngatunga und Genner, dass Astatotilapia paludinosa ein Synonym von Hemichromis bloyeti ist. Die heute gültige Bezeichnung der Fischart ist Astatotilapia bloyeti.
Systematisch ist die Art jedoch etwas isoliert und steht an der Basis des „Lake Victoria region superflocks“, das heißt der Cichlidenradiation, die im Victoriasee, im Kivusee, im Albertsee, im Edwardsee, im Georgsee, im Kyogasee, im Turkanasee, im Rukwasee und im Nabugabosee vorkommt und meist der Gattung Haplochromis zugeordnet wird.